# لو پلسی روبنسون
شهر لو پلسی روبنسون (به فرانسوی: Le Plessis-Robinson) در شهرستان او-دو-سن در ناحیه ایل-دو-فرانس با جمعیت ۲۳٬۳۱۲ نفر در کشور فرانسه واقع شده است